# Peromyscus melanotis
Peromyscus melanotis е вид бозайник от семейство Хомякови (Cricetidae).

## Разпространение
Видът е разпространен в Мексико и САЩ (Аризона).